# Chimarra hamularis
Chimarra hamularis là một loài Trichoptera trong họ Philopotamidae. Chúng phân bố ở miền Cổ bắc.